# Robopop
Daniel Omelio, thường được biết đến với nghệ danh "RoboPop", là một nhạc sĩ và cũng là một nhà sản xuất ở Thành phố New York. Anh được biết đến nhờ việc cộng tác với Maroon 5, Gym Class Heroes, và Lana Del Rey trong các ca khúc nổi tiếng của họ.

## Danh sách đĩa nhạc
| Năm  | Ca sĩ                                    | Bài hát                    | Album                      | Sáng tác | Sản xuất |
| ---- | ---------------------------------------- | -------------------------- | -------------------------- | -------- | -------- |
| 2011 | Gym Class Heroes hợp tác với Adam Levine | "Stereo Hearts"            | The Papercut Chronicles II | ☑        | ☑        |
| 2011 | Gym Class Heroes hợp tác với Neon Hitch  | "Ass Back Home"            | The Papercut Chronicles II | ☑        | ☑        |
| 2011 | Lana Del Rey                             | "Video Games"              | Born to Die                |          | ☑        |
| 2012 | Sean Paul                                | "Put It on You"            | Tomahawk Technique         | ☑        |          |
| 2012 | Maroon 5 hợp tác với Wiz Khalifa         | "Payphone"                 | Overexposed                | ☑        |          |
| 2012 | Adam Lambert                             | "Naked Love"               | Trespassing                | ☑        |          |
| 2012 | Rome                                     | "Seasons"                  | Dedication EP              | ☑        | ☑        |
| 2012 | Rome                                     | "Oz of Love"               | Dedication EP              | ☑        | ☑        |
| 2012 | Marina & The Diamonds                    | "How to Be a Heartbreaker" | Electra Heart              | ☑        |          |
| 2012 | Owl City                                 | "Shooting Star"            | The Midsummer Station      | ☑        | ☑        |